# Atatürk-Stadion Lefkoşa
Das Atatürk-Stadion Lefkoşa (türkisch Lefkoşa Atatürk Stadı) ist ein multifunktionelles Stadion in Nord-Nikosia, Distrikt Lefkoşa, Türkische Republik Nordzypern. Es ist das größte Stadion in Nordzypern. Es wird zurzeit meistens für Fußballspiele benutzt und beheimatete einige Spiele des ELF Cup 2006. Es dient auch als Heimstadion von Çetinkaya TSK und Yenicami Ağdelen in der Kuzey Kıbrıs Süper Ligi und von Gençlik Gücü S.K. in der KTFF Birinci Lig. Das Stadion bietet 28.000 Zuschauern Platz und hat eine Tartanbahn, welche für Leichtathletikwettbewerbe benutzt wird. Außerdem wurde hier die CONIFA-Europafußballmeisterschaft 2017 ausgetragen.